# Consulat général de France à Amsterdam
Le consulat général de France à Amsterdam est une représentation consulaire de la République française aux Pays-Bas. Il est situé sur la De Boelelaan, au numéro 7, dans l'arrondissement Zuid, non loin de la gare d'Amsterdam-RAI.